# Alex Wilkinson
Alexander William Wilkinson (Sydney, 1984. augusztus 13. –) ausztrál válogatott labdarúgó, jelenleg a Sydney játékosa.

## Sikerek
Central Coast Mariners
Sydney
- Ausztrál bajnok – Rájátszás (2): 2007–08, 2011–12

Jeonbuk Hyundai Motors
- K League 1: 2014, 2015

Sydney
- Ausztrál bajnok – Rájátszás (2): 2016–17, 2017–18
- Ausztrál bajnok – Alapszakasz (2): 2016-17, 2018-19
- Ausztrál kupa: 2017

Ausztrália
- Ázsia-kupa (1): 2015
- U17-es OFC-nemzetek kupája (1): 2001
- U20-as OFC-nemzetek kupája (1): 2002